# 질 라티아노

질 라티아노(Jill Latiano, 1981년 9월 17일 ~ )는 미국의 배우, 무용가, 모델이다.
맨해튼에서 태어났다.

## 출연 작품
- 캘러머티 (2010, Kalamity)
- 파이어드 업! (2009년)
- 로어 러닝 (2008년)
- 에픽 무비 (2007년) - 싱잉 파이럿 걸 역

### 텔레비전
- Out of Practice (2005년)
- 어글리 베티 (2006년)
- 레스큐 미 시즌1 (2004년)